# Erik McCree
Erik McCree, né le 20 décembre 1993 à Orlando en Floride, est un joueur américain de basket-ball. Il évolue au poste d'ailier fort.

## Biographie
McCree joue deux rencontres avec les Bakken Bears, club de première division danoise avant de revenir, en octobre 2020, au Basket Club Maritime Gravelines Dunkerque Grand Littoral pour remplacer Quincy Ford dont les performances sont jugées insatisfaisantes.
Le 14 août 2021, il s'engage pour une saison avec le Peristéri BC en première division grecque,.

## Palmarès
- First-team All-Conference USA 2017
- Second-team All-Conference USA 2016